# Đại học Chicago
Đại học Chicago (University of Chicago, gọi tắt là UChicago, Chicago hoặc UChi) là một viện đại học nghiên cứu tư thục ở Chicago, Illinois, Hoa Kỳ. Trường đại học được Hội Giáo dục Báp-tít Hoa Kỳ thành lập vào năm 1890 với khoản tiền hiến tặng từ tỉ phú dầu mỏ John D. Rockefeller. William Rainey Harper trở thành viện trưởng đầu tiên của viện đại học vào năm 1891; những lớp học đầu tiên khai giảng vào năm 1892. Đại học Chicago là một trong những đại học danh giá nhất thế giới với nhiều năm liên tiếp nằm trong top 10 trường đại học tốt nhất thế giới.
Đại học Chicago gồm Trường Đại học, nhiều chương trình sau đại học và ủy ban liên ngành khác nhau được tổ chức thành bốn phân khoa, sáu trường chuyên nghiệp, và một trường giáo dục thường xuyên. Viện đại học có tổng cộng khoảng 15.000 sinh viên, trong đó chừng 5.000 sinh viên theo học ở Trường Đại học. Đại học Chicago nhiều năm liền được xếp vào một trong 10 viện đại học hàng đầu thế giới; và được xếp thứ năm cùng với Đại học Stanford trong "Bảng xếp hạng những viện đại học tốt nhất nước" năm 2014 của U.S. News & World Report.
Các học giả của Đại học Chicago đóng một vai trò quan trọng trong việc phát triển những lĩnh vực học thuật khác nhau, trong đó có: trường phái kinh tế học Chicago, trường phái xã hội học Chicago, phong trào luật và kinh tế học trong phân tích pháp lý, trường phái phê bình văn học Chicago, trường phái nghiên cứu tôn giáo Chicago, trường phái khoa học chính trị thuyết hành vi (behavioralism), và trong lĩnh vực vật lý nơi các nhà khoa học của viện đại học đã tạo ra phản ứng hạt nhân nhân tạo và tự duy trì đầu tiên của thế giới. Đại học Chicago cũng là cơ sở giáo dục đại học có nhà xuất bản lớn nhất Hoa Kỳ, Nhà xuất bản Đại học Chicago.
Đại học Chicago có 98 người được trao Giải Nobel (có 10 người đang là giảng viên), 49 Học giả Rhodes, và 9 người được Huy chương Fields.

## Lịch sử

### Từ lúc thành lập cho đến thập niên 1910

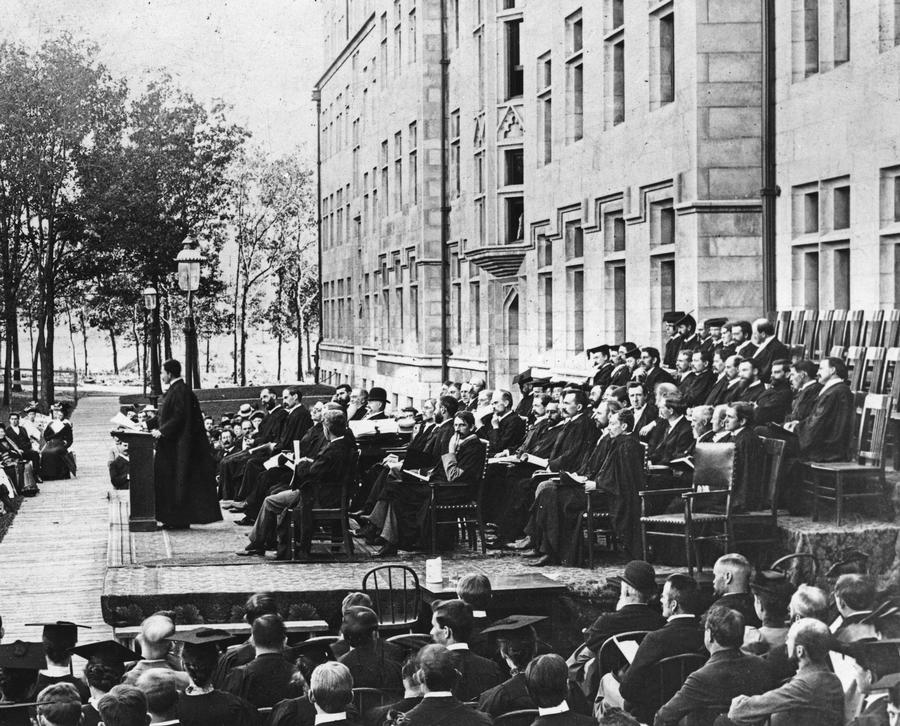
Một buổi lễ ở Đại học Chicago, 1894.

Đại học Chicago được Hội Giáo dục Baptist Hoa Kỳ thành lập vào năm 1890 như một cơ sở giáo dục phi tôn giáo, dành cho cả nam lẫn nữ, với tiền hiến tặng từ tỉ phú dầu mỏ John D. Rockefeller và được xây dựng trên phần đất do Marshall Field hiến tặng. Viện đại học này là một cơ sở độc lập về mặt pháp lý; nó thay thế cho viện đại học có cùng tên gọi của những người theo phái Baptist, vốn đã đóng cửa vào năm 1886 vì những khó khăn tài chính và khủng hoảng lãnh đạo triền miên. William Rainey Harper trở thành viện trưởng đầu tiên của viện đại học hiện đại này vào ngày 1 tháng 7 năm 1891, và viện đại học mở cửa đón sinh viên vào học vào ngày 1 tháng 10 năm 1892.
Trường kinh doanh được thành lập vào năm 1898, và trường luật được thành lập vào năm 1902. Harper qua đời vào năm 1906; sau Harper là ba vị viện trưởng khác liên tiếp nắm giữ chức vụ cho đến năm 1929. Trong thời kỳ này, Viện Đông phương được thành lập để hỗ trợ và diễn giải những kết quả khảo cổ ở vùng đất mà ngày đó gọi là Cận Đông.
Trong thập niên 1890, vì sợ rằng nguồn lực to lớn của mình sẽ làm tổn hại các trường nhỏ hơn vì thu hút hết sinh viên giỏi, Đại học Chicago đã liên kết với một số trường và viện đại học trong vùng: Trường Đại học Des Moines, Trường Đại học Kalamazoo, Trường Đại học Butler, và Viện Đại học Stetson. Theo thỏa thuận liên kết, các trường vừa kể được yêu cầu phải có những khóa học tương đương với những khóa học ở Đại học Chicago, phải báo trước với viện đại học bất kỳ sự bổ nhiệm hay sa thải giảng viên nào, không được bổ nhiệm giảng viên nếu không có sự chấp thuận của viện đại học, và phải gởi bản sao các bài thi để được nhận góp ý. Viện Đại học đồng ý trao bằng cho bất cứ sinh viên năm cuối sắp tốt nghiệp nào từ trường liên kết nếu sinh viên này đạt được điểm A trong suốt bốn năm học, và trao bằng cho bất cứ sinh viên tốt nghiệp nào học thêm 12 tuần ở Viện Đại học. Sinh viên hay giảng viên của một trường liên kết được hưởng chế độ miễn học phí ở Viện Đại học, và sinh viên Chicago được phép theo học ở một trường liên kết và được hưởng chế độ tương tự và được công nhận tín chỉ. Viện Đại học cũng đồng ý cung cấp cho các trường liên kết sách và trang thiết bị và dụng cụ khoa học với một mức giá nào đó; cung cấp những giảng viên biệt phái mà các trường liên kết không phải trả tiền, ngoại trừ chi phí đi lại; và cung cấp miễn phí mỗi bản một cuốn sách hay tạp chí do Nhà xuất bản Đại học Chicago ấn hành. Thỏa thuận này cũng quy định rằng một trong hai bên có thể chấm dứt sự liên kết này bằng cách thông báo cho bên kia biết theo đúng quy định. Một số giáo sư ở Đại học Chicago thời đó không thích chương trình này vì công sức mà họ bỏ ra thêm không được đền bù, và họ cho rằng nó hạ thấp danh tiếng học thuật của Đại học Chicago. Chương trình này chấm dứt vào năm 1910.

### Thập niên 1920 đến thập niên 1980

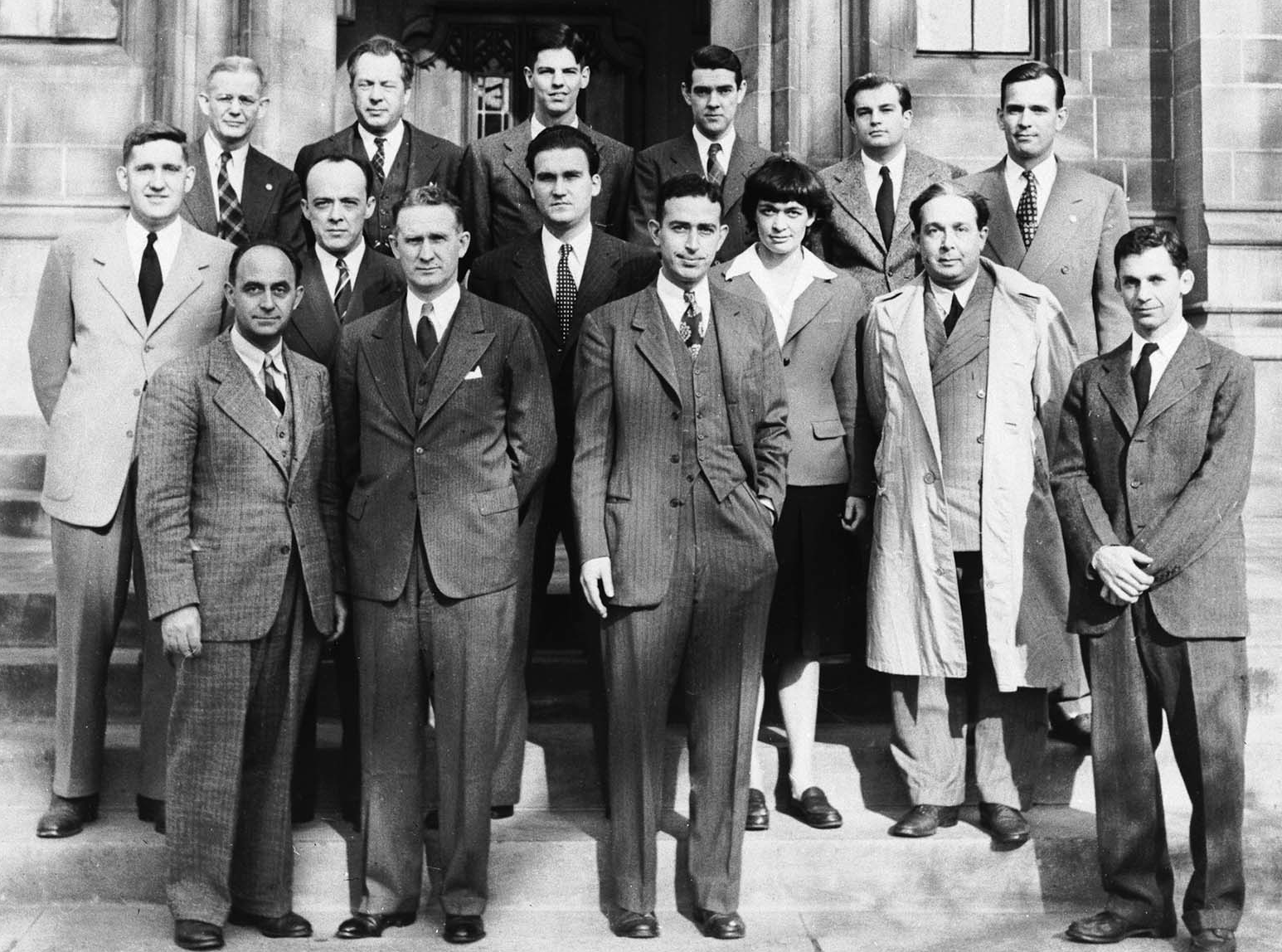
Nhóm khoa học gia Đại học Chicago làm trong dự án tạo ra phản ứng hạt nhân nhân tạo và tự duy trì đầu tiên của thế giới, bao gồm Enrico Fermi (hàng đầu) và Leó Szilárd (hàng thứ hai).

Năm 1929, vị viện trưởng thứ năm của viện đại học, Robert Maynard Hutchins, bắt đầu nhiệm kỳ; viện đại học đã trải qua nhiều thay đổi trong nhiệm kỳ 24 năm của ông. Hutchins đã loại bỏ môn bóng bầu dục ra khỏi viện đại học trong một cố gắng nhằm nhấn mạnh vào học thuật hơn là thể thao, thiết lập chương trình học về các môn khai phóng trong trường đại học dạy sinh viên bậc đại học, được biết đến với tên gọi Common Core (Cốt lõi chung), và tổ chức hoạt động học tập và nghiên cứu sau đại học của viện đại học thành bốn phân khoa như hiện nay. Năm 1933, Hutchins đề xuất kế hoạch sáp nhập Đại học Chicago và Viện Đại học Tây Bắc (Northwestern University) thành một viện đại học đơn lẻ, nhưng kế hoạch này không được thông qua. Trong nhiệm kỳ của ông, các Bệnh Đại học Chicago (nay gọi là Trung tâm Y khoa Đại học Chicago) được xây dựng xong và bắt đầu tuyển những sinh viên y khoa đầu tiên. Ngoài ra, Ủy ban Tư tưởng Xã hội, một cơ sở đặc trưng của Đại học Chicago cũng được thành lập.
Số tiền quyên góp được trong suốt thập niên 1920 và sự giúp đỡ tài chính từ Quỹ Rockefeller đã giúp viện đại học tồn tại qua thời Đại suy thoái. Trong Chiến tranh thế giới thứ hai, viện đại học đã có những đóng góp quan trọng vào Dự án Manhattan. Viện đại học là nơi đầu tiên cô lập plutonium và là nơi tạo ra phản ứng hạt nhân nhân tạo và tự duy trì đầu tiên, công trình này do một nhóm các nhà khoa học do Enrico Fermi đứng đầu thực hiện vào năm 1942.
Đầu thập niên 1950, số sinh viên nộp đơn xin vào học giảm đi do tình hình tội phạm và nghèo khổ gia tăng ở khu Hyde Park, nơi đặt khuôn viên của viện đại học. Đáp lại, viện đại học trở thành nhà tài trợ chính cho một dự án cải tạo đô thị đầy tranh cãi ở khu Hyde Park, vốn đã có tác động đáng kể lên kiến trúc và phân luồng giao thông ở khu này.
Đại học Chicago cũng trải qua giai đoạn hỗn loạn liên quan đến sinh viên trong thập niên 1960, bắt đầu với năm 1962 khi sinh viên chiếm văn phòng của Viện trưởng George Beadle để phản đối chính sách của viện đại học về việc thuê nhà ở bên ngoài khuôn viên đại học. Năm 1969, hơn 400 sinh viên, nổi giận vì một giáo sư nổi tiếng, Marlene Dixon, bị sa thải, đã chiếm Tòa nhà Quản trị suốt hai tuần lễ. Sau khi cuộc biểu tình ngồi kết thúc, và khi Dixon từ chối quyết định tái bổ nhiệm có thời hạn một năm, 42 sinh viên bị đuổi học và 81 sinh viên bị kỷ luật, đây là phản ứng khắc nghiệt nhất dành cho những vụ chiếm đóng của sinh viên ở bất kỳ viện đại học Hoa Kỳ nào trong suốt thời phong trào sinh viên.
Năm 1978, Hanna Holborn Gray, lúc đó là phó viện trưởng phụ trách học thuật và là quyền viện trưởng Viện Đại học Yale, trở thành Viện trưởng Đại học Chicago. Bà giữ chức vụ này trong suốt 15 năm.

### Thập niên 1990 đến thập niên 2010

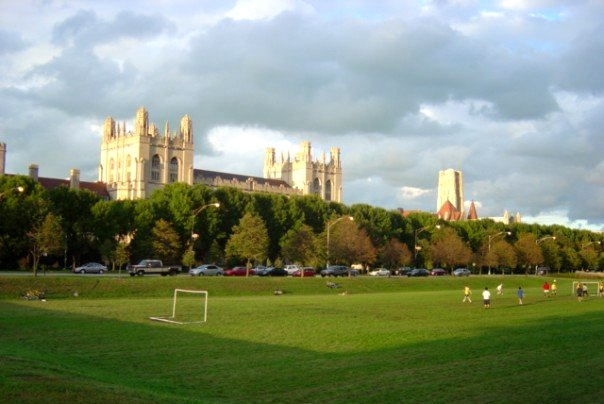
Đại học Chicago, nhìn từ công viên Midway Plaisance.

Năm 1999, viện trưởng lúc bấy giờ là Hugo Sonnenschein thông báo kế hoạch nới lỏng chương trình học cốt lõi của viện đại học, giảm số khóa học bắt buộc từ 21 xuống còn 15. Khi các tờ The New York Times, The Economist, và những tờ báo chính khác đưa tin về việc này, viện đại học trở thành tâm điểm của một cuộc tranh luận trên toàn quốc về giáo dục. Những thay đổi cuối cùng được thực hiện, nhưng cuộc tranh cãi đã đóng một vai trò trong quyết định từ chức của Sonnenschein vào năm 2000.
Trong thập niên vừa qua, viện đại học đã khởi sự một số các dự án mở rộng. Năm 2008, Đại học Chicago thông báo kế hoạch thiết lập Viện Milton Friedman; dự án này thu hút cả sự ủng hộ lẫn tranh cãi từ cả giảng viên và sinh viên. Viện này sẽ tốn khoảng 200 triệu đô-la và chiếm cứ các tòa nhà của Chủng viện Thần học Chicago. Trong cùng năm đó, nhà đầu tư David G. Booth hiến tặng 300 triệu đô-la cho Trường Kinh doanh Booth của viện đại học; đây là khoản hiến tặng lớn nhất trong lịch sử viện đại học và là khoản lớn nhất tặng cho một trường kinh doanh. Năm 2009, việc thiết kế hay xây dựng một số tòa nhà mới được tiến hành, một nửa trong số các công trình đó tốn không dưới 100 triệu đô-la.
Từ năm 2009, một chiến dịch gây quỹ ở mức thu 2 tỷ đô-la đã giúp mở rộng đáng kể khuôn viên, với việc khánh thành Khu chung cư Max Palevsky, Cư xá phía nam khuôn viên, Trung tâm Thể thao Gerald Ratner, một bệnh viện mới, và một tòa nhà mới dành cho khoa học. Từ năm 2011, những công trình xây dựng lớn bao gồm Trung tâm Phát kiến Y sinh Jules & Gwen Knapp, một trung tâm nghiên cứu y khoa 10 tầng, và những tòa nhà xây thêm vào khu y khoa của Trung tâm Y khoa Đại học Chicago.

## Học thuật
Về mặt học thuật, Đại học Chicago bao gồm Trường Đại học (the College, chuyên về giáo dục bậc đại học), bốn phân khoa nghiên cứu sau đại học (Phân khoa Khoa học Sinh học, Phân khoa Nhân văn, Phân khoa Khoa học Vật lý, và Phân khoa Khoa học Xã hội), sáu trường chuyên nghiệp (Trường Y khoa, Trường Kinh doanh, Trường Luật, Trường Thần học, Trường Nghiên cứu Chính sách công, và Trường Quản trị Dịch vụ Xã hội), và Trường Giáo dục Thường xuyên trong các ngành Chuyên nghiệp và Khai phóng (Graham School of Continuing Liberal and Professional Studies). Viện đại học còn có một hệ thống thư viện, Nhà xuất bản Đại học Chicago (University of Chicago Press), các Trường Thực nghiệm Đại học Chicago (University of Chicago Laboratory School, dành cho các lớp từ mẫu giáo đến trung học), và Trung tâm Y khoa Đại học Chicago (University of Chicago Medical Center), và có quan hệ mật thiết với một số các cơ sở học thuật độc lập, bao gồm Fermilab và Phòng Thí nghiệm Quốc gia Argonne (Argonne National Laboratory).

## Nhân vật nổi tiếng
Có 89 người được giải Nobel có liên hệ đến Đại học Chicago, 17 trong số đó đang làm nghiên cứu hay giảng dạy ở viện đại học này vào thời điểm giải được công bố. Ngoài ra, nhiều cựu sinh viên và học giả của viện đại học đã nhận được học bổng của Chương trình Fulbright, và có 49 người được chọn là Học giả Rhodes. Trong số những người Việt nổi tiếng hiện nay ở Đại học Chicago có nhà toán học Ngô Bảo Châu (Huy chương Fields 2010) và nhà vật lý học Đàm Thanh Sơn.